# Óscar Bonfiglio
Óscar Bonfiglio Martinez (5 de outubro de 1905 - 14 de janeiro de 1987) foi um futebolista mexicano que atuava como goleiro.
Bonfiglio jogava no Club Deportivo Marte,anteriormente no Guerra y Marina quando foi convocado para os Jogos Olímpicos de 1928, pela Seleção Mexicana e para a Copa do Mundo de 1930.
Foi o primeiro goleiro a levar um gol na história das copas na partida contra a França e também foi o primeiro goleiro a defender um pênalti contra a Argentina, partida na qual acabou perdendo de 6x3. Aposentou-se pelo Club América em 1938.
Nos anos 40 e 50 dirigiu alguns clubes mexicanos como tecnico entre eles o Puebla e Club Irapuato.